# Wybory prezydenckie w Rosji w 1996 roku
Wybory prezydenckie w Rosji w 1996 roku zostały przeprowadzone w dwóch turach 16 czerwca i 3 lipca. W pierwszej turze wystartowało 11 kandydatów. Najwięcej głosów w pierwszej turze zdobył urzędujący prezydent Borys Jelcyn. Drugie miejsce zajął kandydat Komunistycznej Partii Federacji Rosyjskiej Giennadij Ziuganow. W pierwszej turze głosowało około 69% uprawnionych w drugiej zaś 68,88%. Wybory zakończyły się zwycięstwem Borysa Jelcyna.

### Oficjalne wyniki

Wyniki I tury wyborów w poszczególnych regionach Federacji Rosyjskiej

Wyniki II tury wyborów w poszczególnych regionach Federacji Rosyjskiej

## Pierwsze głosowanie (I tura)

### Oficjalne wyniki[1]
| Kandydaci           | Przynależność partyjna                    | Głosy      | %      |
| ------------------- | ----------------------------------------- | ---------- | ------ |
| Borys Jelcyn        | niezależny                                | 26 665 495 | 35,28% |
| Giennadij Ziuganow  | Komunistyczna Partia Federacji Rosyjskiej | 24 211 686 | 32,03% |
| Aleksandr Lebied    | niezależny                                | 10 974 736 | 14,52% |
| Grigorij Jawlinski  | Jabłoko                                   | 5 550 752  | 7,34%  |
| Władimir Żyrinowski | Liberalno-Demokratyczna Partia Rosji      | 4 311 479  | 5,70%  |
| Swiatosław Fiodorow | Praca i Samorządność                      | 699 158    | 0,92%  |
| Michaił Gorbaczow   | niezależny                                | 386 069    | 0,51%  |
| Martin Szakkum      | Rosyjska Partia Ludowo-Socjalistyczna     | 277 068    | 0,37%  |
| Jurij Własow        | Władza dla Narodu                         | 151 282    | 0,20%  |
| Władimir Bryncałow  | Rosyjska Partia Socjalistyczna            | 123 065    | 0,16%  |
| Aman Tulejew        | niezależny                                | 308        | 0,0%   |
| Razem               | Razem                                     | 75 587 139 | 100%   |
| Głosy nieważne      | Głosy nieważne                            | 1 072 120  | 1,43%  |
| Głosy na nikogo     | Głosy na nikogo                           | 1 163 921  | 1,54%  |
| Frekwencja          | Frekwencja                                | Frekwencja | 69,81% |

## Ponowne głosowanie (II tura)

### Oficjalne wyniki[2]
| Zdjęcie         | Kandydat                        | Głosy      | Procent |
| --------------- | ------------------------------- | ---------- | ------- |
|                 | Borys Nikołajewicz Jelcyn       | 40 402 349 | 53,82%  |
|                 | Giennadij Andriejewicz Ziuganow | 30 104 589 | 40,31%  |
| Głosy na nikogo | Głosy na nikogo                 | 3 603 760  | 4,82%   |
| Głosy nieważne  | Głosy nieważne                  | 780 405    | 1,05%   |
| Razem           | Razem                           | 74 706 645 | 100%    |
| Frekwencja      | Frekwencja                      | Frekwencja | 68,88%  |